# Gheorghe Coroi
Gheorghe Coroi (n. 1911, Durnești, Botoșani – d. 1979, București) a fost un tâlhar și criminal român din perioada interbelică. A rămas cunoscut și sub numele de haiducul Coroi pentru că, în percepția țăranilor, lua de la bogat și dădea la sărac însă presa interbelică îl prezenta doar ca pe un bandit asemănător gangsterilor occidentali. A fost protejatul profesorului Alexandru C. Cuza, președintele partidului naționalist Liga Apărării Național-Creștine, care vedea în Gheorghe Coroi un simbol al antisemitismului. 

## Coroi - un haiduc întârziat
Ultimul haiduc din România interbelică numit Gheorghe Coroi s-a născut în anul 1911 în satul Durnești, jud. Dorohoi, la începutul secolului trecut. Era fiu de țăran și muncea cu ziua pe pământul boierului local. S-a căsătorit apoi cu frumoasa Hareta.
Jandarmului comunal îi fugeau ochii și lui după Hareta, așa că într-o zi se luă de ea,  profitând că Coroi era plecat la ogor. Când s-a întors Coroi , a aflat ce s-a petrecut, s-a dus la post și le-a dat câte 2 săptămâni de spitalizare la toți jandarmii. A fost arestat și condamnat. În închisoare a intrat în legătură cu diverse personaje certate cu orânduirea. La întoarcerea lui s-a oprit în codrul Gurandei să-și întâlnească prieteni din ocnă. Aceștia formau o bandă de hoți printre care erau și vestiții Mazăre și Căsăndrel, spaima codrilor Moldovei.
S-a întors apoi acasă, unde Hareta i-a povestit toate mizeriile suferite de ea din partea jandarmilor, în tot acest timp. Coroi s-a ascuns vreo câteva zile, apoi într-o noapte a intrat din nou în postul de jandarmi, i-a bătut bine, i-a legat și le-a luat toate armele și muniția. A fugit apoi în codru, la vechile lui cunoștințe. În scurt timp a devenit căpetenia lor, interzicându-le să jefuiasca oamenii săraci la drumul mare. Aduce sub comanda lui un alt hoț faimos din Transilvania numit Ungureanu, care devine mâna lui dreaptă.
În scurt timp devin cea mai temuta bandă din România. Jafuri făcute inteligent, fără să se tragă nici un foc de armă, diversiuni făcute forțelor de ordine și inducerea lor în eroare erau punctele forte ale acestor haiduci. Țintele preferate erau boierii, notarii, avocații și negustorii evrei. Era foarte căutat de autorități și iubit de cei săraci. Au fost cazuri când a dat bani direct văduvelor, copiilor orfani și țăranilor fără pământ. Aceștia au venit apoi ca martori la procesul lui, care a avut loc la Bacău, între anii 1935-1936.
În iarna anului 1933, jandarmii îi intind o cursă, organizând o ambuscadă la marginea pădurii Guranda, unde sunt uciși Mazăre și Căsăndrel. Și astăzi există o piatră monument acolo. Coroi beneficiază și de ajutorul puternicului Dan Alexandrescu, boierul Gurandei, un om care simpatiza atitudinea lui Coroi. Adeseori îi împrumuta chiar și mașina. Pe acest om Coroi nu l-a atacat niciodatăa. Este prins la marginea Botoșaniului și închis la închisoarea din oraș. Celula în care stă închis este "Camera de fier", unde a stat și Pantelimon, un alt haiduc din Balta Brăilei, cu mult inaintea lui. Reușeste să convingă santinela și fug împreună în pădurea Mihălășeni. Santinela se împușcă 2 zile mai târziu, dându-și seama ce a făcut.
Este prins din nou un an mai târziu în casa  Ilenei lui Dodoi, amanta lui din Sulița. Se pare că aceasta l-a trădat. Are loc un schimb de focuri cu jandarmii. Se predă cu o singură condiție, să vină avocatul său, Mărgineanu, lucru care se și întâmplă. La proces este apărat tot de acesta, nu este acuzat de omor și i se dau doar 6 ani. Salvarea lui au fost miile de martori veniți din toate colțurile Moldovei pentru a-l susține.

## În anii comunismului
Nu se știe nimic sigur ce a făcut după ce a ieșit din închisoare. Se zvonește că a fost făcut ofițer de Securitate de către  comuniști și a ajuns general, comandând școala de ofițeri MAI de la Băneasa. Ar fi murit în 1979 la București. Avea alți 2 copii de la a doua sa nevastă.
Hareta s-a căsătorit cu Jijie, un om din Guranda, unde a locuit până la moarte. A avut cu acesta copii ce trăiesc și astăzi. Copiii avuți din căsătoria cu Coroi au murit de mici.
Bătrânii comunei povestesc că prin 1975 a venit la Durnești, la primărie, o Volgă neagră din care a coborat Coroi, a vorbit cu primarul câteva minute și apoi a plecat să-și vadă fratele ce locuia 2 case mai la vale.
Locuitorii zonei îl pomenesc și astăzi, face parte din folclorul local.

## Legături externe
- Coroi, tâlharul tâlharilor